# CALL ME ANYTIME
「CALL ME ANYTIME」（コール・ミー・エニータイム）は、2000年9月20日に発売された小室哲哉とY.U.Mのコラボレーション・シングル。発売元はTRUE KiSS DiSC。

## 解説
- J-PHONE東海CMソングとして起用された。
- Y.U.M（ヤム）は長女アイリス・次女デニス・三女ジャスリンの3姉妹からなるユニットである。第26回主要国首脳会議の歓迎レセプションで安室奈美恵のバックダンサーを務めた[1]。
- 3人がブラック・エンターテインメント・テレビジョンのオーディション番組に応募したのを同番組に出演していた小室に見出されたのが切っ掛けに制作された[1]。
- プロモアナログ盤にのみ「CALL ME ANYTIME (TRIBEL MIX)」が収録されている。

## 収録曲
| 全作詞: Lisa Wilson、全作曲・編曲: 小室哲哉。 |                                                           |             |            |      |
| #                                             | タイトル                                                  | 作詞        | 作曲・編曲 | 時間 |
| 1.                                            | 「CALL ME ANYTIME (ORIGINAL MIX)」                        | Lisa Wilson | 小室哲哉   | 4:06 |
| 2.                                            | 「CALL ME ANYTIME (CUT LA ROC REMIX)」                    | Lisa Wilson | 小室哲哉   | 5:48 |
| 3.                                            | 「CALL ME ANYTIME (JAMASTER A EXTENDED MIX)」             | Lisa Wilson | 小室哲哉   | 9:24 |
| 4.                                            | 「CALL ME ANYTIME (ABIME 上海麗舞 MIX)」                  | Lisa Wilson | 小室哲哉   | 3:54 |
| 5.                                            | 「CALL ME ANYTIME (TUFF LONDON EDIT)」                    | Lisa Wilson | 小室哲哉   | 7:07 |
| 6.                                            | 「CALL ME ANYTIME (SO WHAT PRODUCTIONS' RADIO SHOW MIX)」 | Lisa Wilson | 小室哲哉   | 3:01 |
| 合計時間:                                     | 合計時間:                                                 | 33:20       |            |      |

## クレジット
- Produced : tatsumaki
- Mixed (#1): Chris Puram
- Remixed (#2) : Cut La Roc
- Remixed (#3) :  Alex Baboo & Groovy Cat
- Remixed (#4) : さいばひでおみ
- Re-produced (#4) : とりいやすし
- Remixed (#5) : PURE DRIVE (SUKU & SATORU)
- Remixed (#6) : So What Productions